# Warren Adler
Warren Adler (født 16. december 1927 in Brooklyn, New York, død 15. april 2019) var en amerikansk forfatter.
Hans forfatterskab består af over 30 romaner, hvoraf den mest kendte nok er Random Hearts, der i 1999 blev filmatiseret med Harrison Ford og Kristin Scott Thomas i hovedrollerne.